# هیلتون، داربی‌شر
هیلتون (به انگلیسی: Hilton) یک روستا و محله مدنی در بریتانیا است که در South Derbyshire واقع شده‌است. هیلتون ۷٬۷۱۴ نفر جمعیت دارد.